# Lesley Turner Bowrey
Lesley Rosemary Turner Bowrey, AM (antes Turner; nacida el 16 de agosto de 1942) es una exjugadora profesional de tenis de Australia. Su carrera abarcó dos décadas, desde finales de la década de 1950 hasta finales de la década de 1970. Turner Bowrey ganó el título individual en los Campeonatos Franceses, uno de los cuatro eventos del Grand Slam, en 1963 y 1965. Además, ganó 11 eventos del Grand Slam en dobles y dobles mixtos. Turner Bowrey alcanzó su ranking más alto en individuales, el No. 2, en 1964.

## Carrera

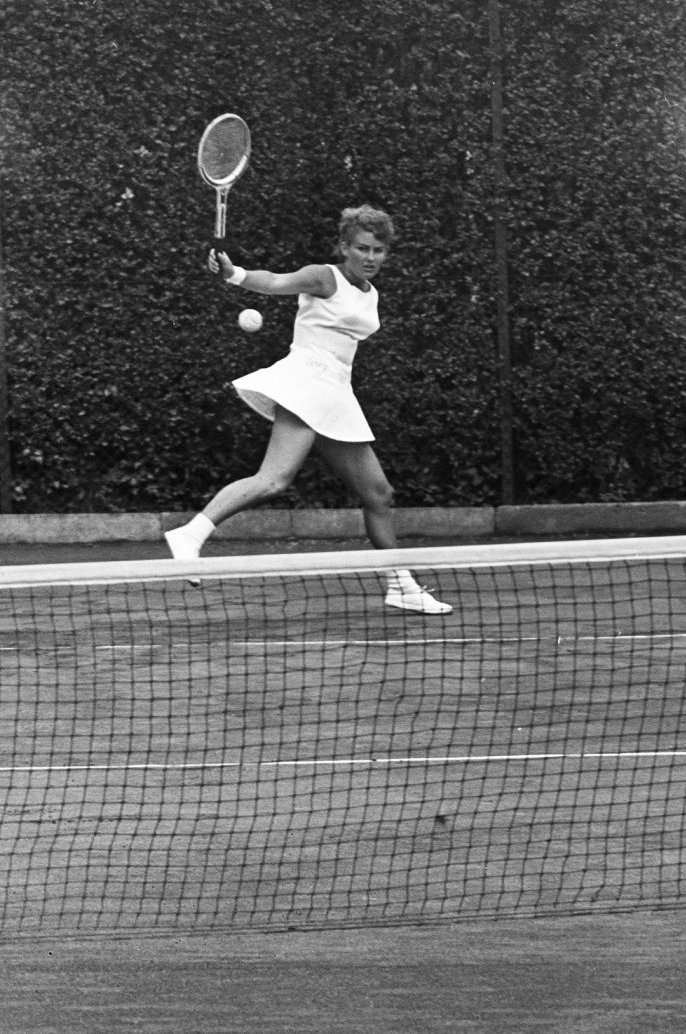
Lesley Turner en el Abierto de Holanda de 1964 en Hilversum.

Bowrey ganó 13 títulos de Grand Slam durante su carrera: dos en individuales, siete en dobles femeninos y cuatro en dobles mixtos. Perdió en las finales de otros 14 eventos del Grand Slam.
Bowrey ganó dos veces el título individual en los Campeonatos Franceses. En 1963, derrotó a Ann Haydon-Jones en la final, y en 1965, derrotó a Margaret Smith en la final.
Bowrey fue subcampeona en cuatro torneos individuales del Grand Slam. Perdió en la final de los Campeonatos Franceses ante Court en 1962 y ante Françoise Dürr en 1967. Perdió en la final del Campeonato Australiano ante Court en 1964 y ante Nancy Richey en 1967.
Fue subcampeona en el Masters de Roma en 1961, 1963 y 1964, y ganó el título en 1967 contra Maria Bueno y en 1968 contra Margaret Court.
Bowrey fue capitana del equipo de la Copa Federación de Australia de 1994 a 2000.

## Honores y premios
Bowrey fue incluida en el Salón de la Fama del Deporte de Australia en 1985. Fue incluida en el Salón de la Fama de Nueva Gales del Sur en 1994. Fue incluida en el Salón de la Fama del Tenis Internacional y recibió el Premio Sarah Palfrey Danzig en 1997. El premio se otorga a la jugadora que, por su carácter, deportividad, modales y espíritu de cooperación, ha contribuido al crecimiento del tenis. En 1998 fue incluida en el Salón de la Fama del Tenis de Australia.
En los Honores del Día de la Reina 2009, Bowrey fue nombrada Miembro de la Orden de Australia "por su servicio al tenis como jugadora, entrenadora y mentora de jugadores jóvenes, y a la comunidad".
Se casó con el también tenista australiano Bill Bowrey el 23 de febrero de 1968. Son padres de la jugadora de tenis Michelle Bowrey.

## Finales de Grand Slam

### Individuales: 6 (2 títulos, 4 subcampeonatos)
| Resultado | Año  | Campeonato                 | Superficie | Oponente            | Resultado     |
| --------- | ---- | -------------------------- | ---------- | ------------------- | ------------- |
| Derrota   | 1962 | Campeonato de Francia      | Arcilla    | Margaret Smith      | 3–6, 6–3, 5–7 |
| Victoria  | 1963 | Campeonato de Francia      | Arcilla    | Ann Haydon-Jones    | 2–6, 6–3, 7–5 |
| Derrota   | 1964 | Campeonato Australiano     | Césped     | Margaret Smith      | 3–6, 2–6      |
| Victoria  | 1965 | Campeonato de Francia (2)  | Arcilla    | Margaret Smith      | 6–3, 6–4      |
| Derrota   | 1967 | Campeonato Australiano (2) | Césped     | Nancy Richey Gunter | 1–6, 4–6      |
| Derrota   | 1967 | Campeonato de Francia (3)  | Arcilla    | Françoise Dürr      | 6–4, 3–6, 4–6 |

### Dobles mixtos: 9 (4 títulos, 5 subcampeonatos)
| Resultado | Año  | Campeonato             | Superficie | Compañero       | Oponentes                   | Puntuación    |
| --------- | ---- | ---------------------- | ---------- | --------------- | --------------------------- | ------------- |
| Victoria  | 1961 | Wimbledon              | Césped     | Fred Stolle     | Edda Buding Bob Howe        | 11–9, 6–2     |
| Victoria  | 1962 | Campeonato Australiano | Césped     | Fred Stolle     | Darlene Hard Roger Taylor   | 6–3, 9–4      |
| Derrota   | 1962 | Campeonato de Francia  | Arcilla    | Fred Stolle     | Renée Schuurman Bob Howe    | 6–3, 4–6, 4–6 |
| Derrota   | 1962 | Campeonato de EE. UU.  | Césped     | Frank Froehling | Margaret Smith Fred Stolle  | 5–7, 2–6      |
| Derrota   | 1963 | Campeonato Australiano | Césped     | Fred Stolle     | Margaret Smith Ken Fletcher | 5–7, 7–5, 4–6 |
| Derrota   | 1963 | Campeonato de Francia  | Arcilla    | Fred Stolle     | Margaret Smith Ken Fletcher | 1–6, 2–6      |
| Derrota   | 1964 | Campeonato de Francia  | Arcilla    | Fred Stolle     | Margaret Smith Ken Fletcher | 3–6, 6–4, 6–8 |
| Victoria  | 1964 | Wimbledon              | Césped     | Fred Stolle     | Margaret Smith Ken Fletcher | 6–4, 6–4      |
| Victoria  | 1967 | Campeonato Australiano | Césped     | Owen Davidson   | Judy Tegart Tony Roche      | 9–7, 6–4      |

## Cronología de torneos de Grand Slam en individuales
| G | F | SF | CF | #R | RR | Q# | DNQ | A | NH |

(G) ganador; (F) finalista; (SF) semifinalista; (CF) cuartofinalista; (#R) rondas 4, 3, 2, 1; (RR) round-robin; (Q#) ronda de clasificación; (NC) no calificó; (A) ausente; (NS) no sostenido; (PA) porcentaje de acertamiento (eventos ganados / competido); (V–D) récord de victorias y derrotas.
| Torneo         | 1959  | 1960  | 1961  | 1962  | 1963  | 1964  | 1965  | 1966  | 1967  | 1968  | 1969  | 1970  | 1971  | 1972  | 1973  | 1974  | 1975  | 1976  | 1977  | 1977  | 1978  | SR en la carrera |
| -------------- | ----- | ----- | ----- | ----- | ----- | ----- | ----- | ----- | ----- | ----- | ----- | ----- | ----- | ----- | ----- | ----- | ----- | ----- | ----- | ----- | ----- | ---------------- |
| Australia      | CF    | 2R    | 3R    | CF    | SF    | F     | 3R    | 3R    | F     | SF    | 2R    | A     | 2R    | A     | 3R    | A     | 1R    | CF    | 1R    | A     | A     | 0 / 16           |
| Francia        | A     | A     | 4R    | F     | G     | SF    | G     | A     | F     | A     | SF    | A     | CF    | A     | A     | A     | A     | A     | A     | A     | 3R    | 2 / 9            |
| Wimbledon      | A     | A     | 2R    | QF    | 4R    | SF    | CF    | A     | CF    | CF    | F     | A     | 4R    | A     | A     | A     | A     | A     | A     | A     | 2R    | 0 / 10           |
| Estados Unidos | A     | A     | CF    | 4R    | A     | 2R    | A     | A     | SF    | A     | 2R    | A     | A     | A     | 2R    | A     | A     | A     | A     | A     | A     | 0 / 6            |
| SR             | 0 / 1 | 0 / 1 | 0 / 4 | 0 / 4 | 1 / 3 | 0 / 4 | 1 / 3 | 0 / 1 | 0 / 4 | 0 / 2 | 0 / 4 | 0 / 0 | 0 / 3 | 0 / 0 | 0 / 2 | 0 / 0 | 0 / 1 | 0 / 1 | 0 / 1 | 0 / 1 | 0 / 2 | 2 / 41           |

Nota: El Abierto de Australia se celebró dos veces en 1977, en enero y diciembre. Bowrey participó únicamente en la edición de enero.